# Clover Maitland
Clover Margaret Maitland (ur. 14 marca 1972 w Maryborough) – australijska hokeistka na trawie, dwukrotna złota medalistka olimpijska.
Z reprezentacją Australii brała udział w dwóch igrzyskach (IO 96, IO 00), na obu zdobywała złote medale. Była bramkarką. Z kadrą brała udział m.in. w mistrzostwach świata w 1998 (tytuł mistrzowski) oraz kilku turniejach Champions Trophy (zwycięstwa w 1995, 1997 i 1999).